# Reto Barrington
Reto Barrington (Calgary, 25 dicembre 1952) è un ex sciatore alpino canadese.

## Biografia
Sciatore polivalente, Barrington esordì in Coppa del Mondo il 22 febbraio 1970 a Jackson Hole in slalom speciale, senza completare la prova; agli XI Giochi olimpici invernali di Sapporo 1972, sua unica presenza olimpica e iridata, si classificò 32º nella discesa libera, 20º nello slalom gigante, 23º nello slalom speciale e 4º nella combinata disputata in sede olimpica ma valida solo per i Mondiali 1972. In Coppa del Mondo ottenne il miglior risultato l'8 dicembre 1972 a Val-d'Isère in slalom gigante (13º) e prese per l'ultima volta il via il 6 gennaio 1974 a Garmisch-Partenkirchen in discesa libera (41º).